# Teófilo Yldefonso
Teófilo Yldefonso (Piddig, 11 novembre 1903 – Capas, 19 giugno 1942) è stato un nuotatore filippino.
Specializzato nella rana ha vinto la medaglia di bronzo nei 200 m sia alle Olimpiadi di Amsterdam 1928 che a Los Angeles 1932.
Soprannominato "The Ilocano Shark" (Lo squalo ilocano), è stato il primo atleta del suo paese a vincere una medaglia olimpica nonché il primo capace di vincere due medaglie.

## Palmarès
- Olimpiadi
  - Amsterdam 1928: bronzo nei 200 m rana.
  - Los Angeles 1932: bronzo nei 200 m rana.